# П'єдрас-Неграс
П'єдрас-Неграс (ісп. Piedras Negras) — археологічна пам'ятка культури мая класичного періоду у Гватемалі.

## Розташування
Сучасні руїни міста розташовані в 25 км вниз за течією річки Усумасінти від Яшчилана, у департаменті Петен.

## Назва
Назва П'єдрас-Неграс іспанською означає «чорні камені», мовою мая (Yo'ki'b) означає вхід, можливо, через те, що розташований недалеко сеноти (провалу 100 метрів у діаметрі), який слугував, за уявленнями мая, входом у Підземний Світ.

## Історія
У класичний період Йокіб був найбільшим містом на Усумасінті та столицею об'єднаного царства Царство Йокіб-Кін.

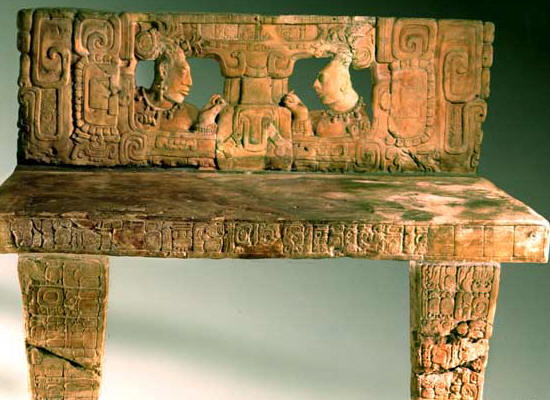
Трон із П'єдрас-Неграс

Найбільші розкопки були проведені у 1931-1939 роках Університетом Пенсильванії і у 1997–2002 роках спільним американо-гватемальським проектом С. Х'юстона — Г. Ескобедо. Відомий американський археолог Таня Проскурякова тривалий час вивчала та замальовувала П'єдрас-Неграс.
Перші сліди перебування людини в П'єдрас-Неграсі датують V—IV століттями до н. е. У V—IX століттях н. е. місто було столицею царства Йокіб-Кін, яке складалося з п'яти чи шести областей, крім того, йому підпорядковувалися деякі дрібні царства, такі як Петун (сучасний Ла Мар).
Входом у місто, з боку річки Усумасінти, слугували кам'яні ворота, на яких був вирізьблений ієрогліф П'єдрас Неграсу та рельєф, зображав, мабуть, засновників царської династії. Уламки цих воріт можна і зараз побачити на березі річки.
Протягом майже всієї своєї історії Йокіб-Кін вів війни з сусідніми царствами, але головним противником було царство П'ачан, зі столицею в сучасному Яшчилані. Війни велися з перемінним успіхом, але в 808 році остаточну перемогу над Йокіб здобув П'ачан. Останній правитель П'єдрас-Неграс був полонений, а місто спалене. Це підтверджується даними останніх археологічних робіт.

## Правителі Йокіб/П'єдрас-Неграс
- Іцамканахк (Itzamk'anahk) I («Правитель A») (бл. 460)
- «Правитель B» (бл. 478)
- Ах-Кауак-Ах-Кін (Ah Cauac Ah K'in) («Turtle Tooth») (508—510)
- «Правитель C» (514—518)
- Кініч-Йональ-Ахк (K'inich Yo'nal Ahk) I («Правитель 1») (603—639)
- Іцамканахк (Itsamk'anahk) II («Правитель 2») (639—686/9)
- Кініч-Йональ-Ахк (K'inich Yo'nal Ahk) II («Правитель 3») (687—729)
- «Правитель 4» (729—757)
- Йональ-Ахк (Yo'nal Ahk) III («Правитель 5») (758—767)
- Ха-Кін-Шок (Ha 'K'in Xook) (767—781)
- «Правитель 7» (також «Правитель 6») (781—808?)